# Talambote
Talambote (àrab تالمبوط) és una comuna rural de la província de Xauen de la regió de Tànger-Tetuan-Al Hoceima. Segons el cens de 2014 tenia una població total de 8.481 persones.